# Avenida Siria (Tucumán)
La Avenida Siria es una avenida de San Miguel de Tucumán, Tucumán, Argentina. Se extiende desde la intersección de las avenidas Sarmiento y Salta hasta la avenida Francisco de Aguirre, en el límite norte de la capital.

## Historia
La avenida fue creada originalmente como parte de la expansión de la ciudad hacia el norte a fines del siglo XIX, siendo parte de la avenida Salta. En 1991 este tramo fue renombrado como avenida Siria, en honor a la colectividad del país presente en Tucumán. En 2010 se realizaron obras sobre la avenida, siendo repavimentado el cruce de las avenidas Sarmiento y Salta, y la intersección con las vías del Ferrocarril Nuevo Central Argentino. Asimismo se reconstruyeron los bocacalles y las veredas en los cruces. En 2013 la avenida fue catalogada como la más peligrosa de Tucumán, ya que allí ocurrieron 13 accidentes en promedio por mes. En 2022 volvió a ser denominada como la más peligrosa, concentrando el 17% de los accidentes en la capital.

## Sitios de Interés
A lo largo de esta avenida se desarrollan varios lugares de interés y emblemáticos:
- Seminario Mayor de Tucumán
- Hotel Portal del Norte
- Estación YPF Automóvil Club Argentino de Tucumán
- Punto Outlet
- Planta de impresión La Gaceta